# Meiringspoort
Le Meiringspoort (littéralement « porte de Meiring »), d'après le nom Petrus Johannes Meiring, un fermier de la région au XIXe siècle, est un passage routier à travers les montagnes du Swartberg (la « montagne Noire » en afrikaans) entre les villes de Prince Albert (au nord, région du Grand Karoo) et d'Oudtshoorn (au sud, région du Petit Karoo) dans la province du Cap-Occidental en Afrique du Sud. Il est emprunté par la Route nationale 12 et est en fait une large cluse creusée par la rivière Grootrivier à travers la montagne.
Petrus Johannes Meiring, qui possédait une ferme à De Rust, découvrit ce large passage long de 12,9 km à travers la montagne. La route, passant le lit de la rivière à 26 reprises, fut ouverte le 3 mars 1858.
Les autres passages utilisés pour traverser le massif sont le Swartberg Pass et le Seweweeks Poort.

## Source
- (en) Graham Ross, The Romance of Cape Montain Passes, Le Cap, David Philip, 2002  (ISBN 978-0-86486-663-9), p. 224